# Lolita (austriacka piosenkarka)
Lolita, właśc. Edith Zuser (ur. 17 stycznia 1931 w St. Pölten, zm. 30 czerwca 2010 w Salzburgu) – austriacka piosenkarka pop, która swoje płyty nagrywała pod pseudonimem Lolita.
Edith Zuser urodziła się w 1931 w St. Pölten w Austrii. Początkowa pracowała jako wychowawczyni w przedszkolu, a po pracy śpiewała w lokalnych klubach. Odkryta została w 1956 roku. Od 1957 roku zaczęła nagrywanie płyt. Początkowo były to piosenki nawiązujące do kultury Ameryki Łacińskiej czy egotycznych wysp. W 1959 roku nagrała swoją jedyną płytę, która otrzymała później status złotej. Płyta zawierała singiel Seemann, deine Heimat ist das Meer, który okazał się hitem w Stanach Zjednoczonych, w Japonii, a także w niemieckojęzycznej Europie. To była jedna z niewielu piosenek śpiewanych w języku innym niż angielski, która zdobyła taką popularność na rynku amerykańskim.
W późniejszym okresie twórczość Lolity nawiązywała do austriackich i niemieckich pieśni ludowych. Zmarła w 2010 roku.